# Abney Park (album)
Abney Park è l'album d'esordio degli Abney Park, pubblicato nel 1998.

## Tracce
1. The Wake – 5:18
2. No Life – 5:18
3. Abney Park – 3:30
4. Vengeance
5. Like You Should – 4:32
6. Looking Back at You – 4:22
7. Burn – 3:04
8. Burn (strumentale) – 3:05